# Акантозавры
Акантозавры, или гребненосные ящерицы (лат. Acanthosaura) — род ящериц из семейства агамовых, обитающий в Юго-Восточной Азии.

## Описание
Общая длина представителей этого рода колеблется от 24 до 30 см. Туловище несколько сжато с боков, покрыто мелкой чешуёй. Это очень красивые ящерицы, на голове и спине которых развит высокий гребень. У некоторых видов гребни полностью состоят из мощных шипов, которые на голове заметно выше, чем на спине. У большинства видов хорошо развита горловая сумка. Позади глаз располагаются 1—2 длинных шипика. Окраска зеленовато-коричневая, её яркость и интенсивность меняется в зависимости от состояния животных.

## Образ жизни
Предпочитают дождевые леса, плотную растительность в горах. Прячутся среди камней, в расщелинах и трещинах скал. Питаются насекомыми.

## Размножение
Это яйцекладущие ящерицы. Половая зрелость наступает в 1,5 года. Самки откладывают 9-19 яиц, за сезон бывает 4 кладки. Между кладками обычно проходит 1—2 месяца.

## Распространение
Ареал охватывает Камбоджу, Лаос, Вьетнам, южный Китай, Мьянму, Таиланд, Малайзию и Индонезию.

## Классификация
По данным сайта Reptile Database, на октябрь 2023 года в род включают 20 видов:
- Acanthosaura armata (Gray, 1827) — Вооружённый акантозавр
- Acanthosaura aurantiacrista Trivalairat et al., 2020
- Acanthosaura bintangensis Wood et al., 2009
- Acanthosaura brachypoda Ananjeva et al., 2011
- Acanthosaura capra Günther, 1861 — Зелёный акантозавр
- Acanthosaura cardamomensis Wood et al., 2010
- Acanthosaura coronata Günther, 1861
- Acanthosaura crucigera Boulenger, 1885
- Acanthosaura lepidogaster (Cuvier, 1829) — Коричневый акантозавр
- Acanthosaura liui Liu, Hou, Mo & Rao, 2020[4]
- Acanthosaura longicaudata Liu, Rao, Hou, Orlov, Ananjeva & Zhang, 2022
- Acanthosaura meridiona Trivalairat, Sumontha, Kunya & Chiangkul, 2022
- Acanthosaura murphyi Nguyen et al., 2018
- Acanthosaura nataliae Orlov, Nguyen & Nguyen, 2006
- Acanthosaura phongdienensis Nguyen et al., 2019
- Acanthosaura phuketensis Pauwels et al., 2015
- Acanthosaura prasina Ananjeva, Ermakov, Nguyen, Nguyen, Murphy, Lukonina & Orlov, 2020
- Acanthosaura rubrilabris Liu, Rao, Hou, Orlov, Ananjeva & Zhang, 2022
- Acanthosaura titiwangsaensis Wood et al., 2009
- Acanthosaura tongbiguanensis Liu & Rao, 2019

## Галерея
- Вооружённый акантозавр
- Acanthosaura coronata
- Acanthosaura lepidogaster
- Acanthosaura phuketensis